# Kolaborativno pjesništvo
Kolaborativno ili kolektivno pjesništvo je alternativna i kreativna tehnika pisanja pjesama. Ovo pjesništvo nastaje pisanje više od jedne osobe. Glavni cilj kolaborativnog pjesništva je stvarati pjesme višestrukom suradnjom raznih pjesnika. U uobičajenom obliku takve suradnje može biti mnoštvo pjesnika koji rade u konjunkciji s jednim radi pokušaja stvaranja jedinstvenog glas a da pritom svi pojedini glasovi zadrže svoju individualnost.

## Povijesni primjeri
Japansko pjesništvo obiluje takvim primjerima. Brojne točne bilješke i zapisi takvih događaja su izgubljeni ili nestali, ali postoje važni dokazi koji govore o pjesništvu kao japanskom kulturnom fenomenu. Japansko pjesništvo, posebice u razvitku wake, uvelike je bilo pod utjecajem popularnih obreda aristokrata čija posvećenost pjesništvo pomogla je izdizanju vrijednosti pjesništva.